# بيل لويس (رسام)
بيل لويس (بالإنجليزية: Bill Lewis)‏ هو رسام وشاعر بريطاني، ولد في 1 أغسطس 1953 في ميدستون في المملكة المتحدة.